# Jo Kwon
Jo Kwon (ur. 28 sierpnia 1989 w Suwon) – południowokoreański piosenkarz, aktor, tancerz, prezenter, MC oraz lider zespołu 2AM.

## Kariera
Zanim rozpoczął swoją karierę, przez siedem lat szkolił się w JYP Entertainment. Został tam wybrany jako ostatni uczestnik przez głowę wytwórni, Park Jin Younga, w projekcie 99% Challenge. Ten sam zaszczyt spotkał Sun-ye z żeńskiej grupy Wonder Girls.
Pierwsza sztandarowa piosenka zespołu 2AM, „이 노래” („Ta pieśń”), została wydana 21 lipca 2008 roku. Zespół wykonał utwór po raz pierwszy publicznie niewiele ponad tydzień przed wydaniem tej piosenki, bo 11 lipca.
Jako znana osobowość telewizyjna, Jo Kwon pojawiał się w wielu koreańskich programach, jak chociażby w tanecznym Star King czy Wild Bunny (wykonując w nim parodię piosenki „Abracadabra”, zespołu Brown Eyed Girls). Był jednym z prowadzących program telewizji SBS, Find it! Green Gold, z Shin Dong-hee – członkiem zespołu Super Junior, Kim Hyung Joonem – członkiem zespołu SS501 i Brianem Joo z formacji Fly to the Sky.
24 marca 2010 roku został wydany utwór „이별이야기” (Piosenka pożegnalna), będący jedną ze ścieżek na albumie Unplugged Side A, południowokoreańskiej wokalistki Cho Hye-ri (zwanej też Wax). Jo Kwon zaśpiewał ją z Cho w duecie.
30 czerwca 2010 roku wydał swój pierwszy cyfrowy singel, zatytułowany 고백하던 날 (Przyznałem dzień), który współtworzył w trakcie nadawania programu We Got Married.
3 października 2010 roku wziął udział w sezonie drugim programu We Got Married, występując w odcinku z członkinią zespołu Brown Eyed Girls, Son Ga-in. Jako że odcinek z nimi cieszył się dużą oglądalnością, producenci uczynili z obojga częstych gości programu.
W styczniu 2013 znalazł się w obsadzie filmu „God of the Workplace”, wcielając się w postać uprzejmego pracownika, Kye Kyung Woo.
24 marca 2013 roku w Seulu, w Charlotte Theater, odbyła się premiera nowej inscenizacji musicalu „Jesus Christ Superstar”. Jo Kwon zadebiutował na teatralnej scenie w roli króla Heroda, dzieląc ją ze zmiennikiem, Kim Dong-hyunem. Produkcja zakończyła się 9 czerwca.